# Heligholmen
Heligholmen este o arie protejată (arie specială de conservare — SAC, sit de importanță comunitară — SCI, arie de protecție specială avifaunistică — SPA) din Suedia întinsă pe o suprafață de 11,8 ha, integral pe uscat.

## Localizare
Centrul sitului Heligholmen este situat la coordonatele 56°55′26″N 18°17′02″E / 56.9238°N 18.2838°E.

## Înființare
Situl Heligholmen a fost declarat arie de protecție specială avifaunistică în iulie 2000 pentru a proteja 3 specii de animale. Alte tipuri de protecție:
- sit de importanță comunitară (în aprilie 2004)
- arie specială de conservare (în martie 2011)[1][3][4]

## Biodiversitate
Situată în ecoregiunile boreală și marină baltică, aria protejată conține 4 habitate naturale: Pajiști uscate seminaturale și facies de acoperire cu tufișuri pe substraturi calcaroase (Festuco-Brometalia) (* situri importante pentru orhidee), Alvar nordic și șisturi calcaroase precambriene, Vegetație perenă pe țărmurile stâncoase, Faleze cu vegetație de pe coastele atlantice și baltice.
La baza desemnării sitului se află mai multe specii protejate de  păsări (3): Branta leucopsis, chiră de baltă (Sterna hirundo), Sterna paradisaea.